# Antonio Álvarez Lleras
Antonio Álvarez Lleras (Bogotà, 1892-1956) fou un dramaturg colombià, fundador del Teatre modern a Colòmbia, i autor prolífic; va emprar el pseudònim de Joaquín Zuluaga en tots els seus escrits.
Va realitzar els seus estudis secundaris en l'Institut de la Salle, a Santafé de Bogotà. En 1910 va cursar un any de Dret a la Facultat de Lleis de la Universitat Nacional. Finalment va triar la carrera d'Odontologia, i va obtenir el títol al Col·legi Dental de Santafé de Bogotà en 1913, institució de la qual va ser rector, així com de l'Institut Dental Colombià.
També va ocupar el càrrec de cònsol de Colòmbia a Cadis (Espanya) en els anys 1927-1928. Va pertànyer a l'agrupació literària denominada Sociedad Arboleda, que va florir a Colòmbia entre 1910 i 1915. Álvarez Lleras va ser membre de la Societat d'Autors, membre de nombre i tresorer de l'Acadèmia de la Llengua i membre corresponent de la Reial Acadèmia Espanyola.
Va obtenir el primer premi del concurs convocat per la Companyia de Camila Quiroga el 1927, amb la seva obra El Zarpazo. També va participar en el repertori organitzat per la mateixa companyia durant les gires realitzades per Puerto Rico, Cuba, Mèxic, Nova York i París, i va estar en l'exposició Iberoamericana de Sevilla. El 1944 va fundar la seva pròpia companyia de teatre, anomenada Renacimiento. Amb la seva comèdia Fuego Estraño, Álvarez Lleras va obtenir el primer premi en el concurs de la Societat d'Autors de Colòmbia el 1912 i la medalla d'or que li va atorgar el Govern Nacional en el camp cultural.
Entre les seves obres destaquen Viboras sociales (1911), Como los muertos (1916), que va aconseguir gran popularitat, Los mercenarios (1924), El Zarpazo (1946) i Almas de ahora (1945). De caràcter còmic són Alma joven (1912) i Fuego estraño (1912). Durant la seva permanència a Cadis, va escriure la seva novel·la Ayer nada más (1930) i dos volums de poesia: Sonatina de otoño i Ensoñadores.